# Maison Dugas
La maison Dugas, située au 23 rue Juiverie à Lyon, est une demeure construite au début du XVIIe siècle, célèbre pour sa façade ornée de nombreuses têtes de lions sculptées, ce qui lui vaut le surnom de « Maison des têtes de lions ». Elle a été édifiée sur plusieurs parcelles médiévales réunies et possède une cour intérieure avec un escalier remarquable et un puits. La maison témoigne de l’architecture résidentielle de la Renaissance tardive et du début de l’époque classique dans le Vieux Lyon, un quartier où vivaient de riches marchands et négociants

## Histoire

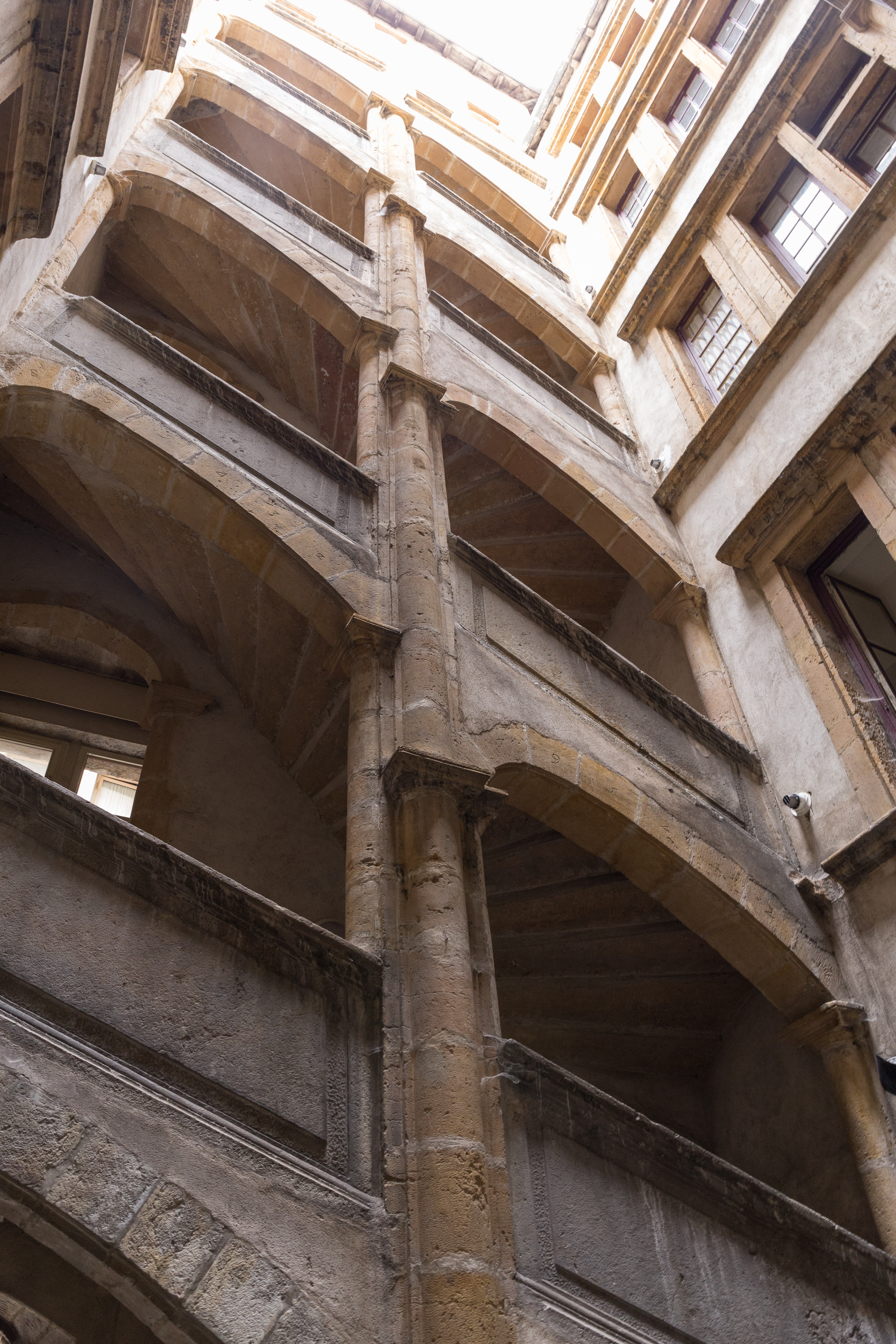
Maison Dugas

Sa construction débute en 1617 à l’initiative de Jérôme Lentillon, un marchand lyonnais influent, et s’achève probablement vers 1647, date à laquelle l’édifice prend son aspect actuel,. La maison est érigée sur la réunion de plusieurs parcelles médiévales, ce qui explique la largeur exceptionnelle de sa façade dans ce quartier ancien.
Après la construction, la maison passe entre les mains de familles influentes, notamment les Médicis, et plus tard la famille Dugas, qui l’acquiert en 1750 et lui donne son nom actuel.
L’édifice est également entouré de nombreuses légendes : l’une d’elles évoque la découverte d’un trésor juif caché dans la maison, une histoire popularisée par la tradition orale et certains auteurs lyonnais, tandis qu’une autre relie les têtes de lions à une énigme laissée par l’alchimiste Nicolas Flamel,.
La maison est inscrite partiellement au titre des monuments historiques pour ses façades et toitures par arrêté du 17 avril 1952.

## Description

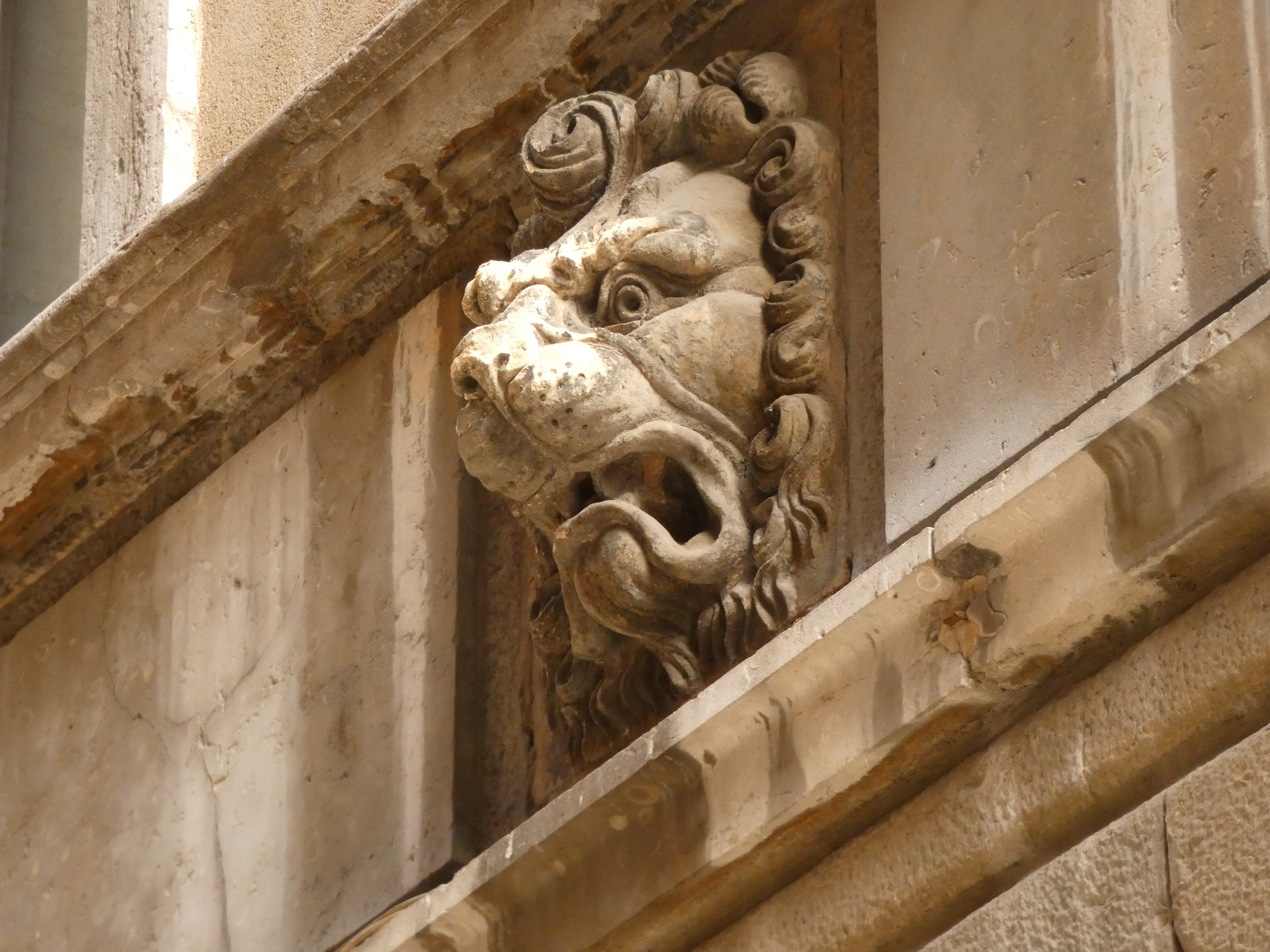
Tête de lion

La façade, en pierre grise, présente cinq niveaux et se distingue par ses bossages de style florentin et ses douze à quinze têtes de lions sculptées en relief, qui lui valent son surnom.
Une niche d’angle abrite une statue de la Vierge, tandis que le rez-de-chaussée est rythmé par des arcades et des meneaux plats, typiques du XVIIe siècle. La cour intérieure, accessible depuis la rue, comporte un puits et un escalier à volées droites reposant sur des colonnes, considéré comme l’un des plus élégants du quartier.